# 이븐 아라비

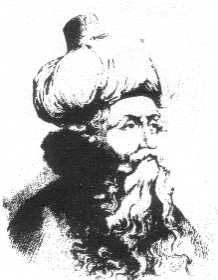
이븐 아라비

이븐 아라비(아랍어: أبو عبد الله محمد بن علي بن محمد بن العربي الحاتمي الطائي, Abū ʿAbd Allāh Muḥammad ibn ʿAlī ibn Muḥammad ibn ʿArabī al-Ḥātimī aṭ-Ṭāʾī, 1165년 7월 26일 ~ 1240년 11월 16일)은 이슬람의 신비주의 사상가이다. '종교의 재생자', '최대의 스승'이라고도 불린다.

## 생애
이븐 아라비는 1165년 에스파냐에서 태어났다. 일찍이 여러 곳을 여행하며 신비주의자들과 교류하였다. 1202년 메카를 순례하러 떠난 후 고향으로 가지 않고 이집트, 헤자즈, 이라크, 터키를 전전하다가 1240년 다마스커스에서 사망하였다.

## 사상
이븐 아라비는 가잘리에 의해서 부정된 신플라톤주의를 신비주의에 도입하였는데, 이로 인하여 정통파들에게 이단시되어 사후에까지 많은 논쟁의 원인이 되었다. 그의 사상은 후대의 신비주의 교단과 페르시아 제국의 시인들에게 많은 영향을 주었고, 시아파 신학에 도입되어 사파비 왕조하의 이란에서는 신학교에서 그의 사상을 가르치기도 하였다.

## 저서
저서가 800편이 넘는 것으로 알려져 있다. 그는 신비적 체험을 바탕으로 많은 글을 썼는데, 대표적인 것으로는 《메카 계시》와 《예지의 보석》이다. 《메카 계시》는 신비주의의 백과사전으로 일컬어지고, 천사로부터 계시받은 내용을 저술한 것이다. 《예지의 보석》은 예언자 무함마드로부터의 계시를 저술한 것이고, 이후 100편이 넘는 주석서가 쓰였다.

## 참고 문헌
- 學園出版公社 事典編纂局 편, 《學園世界大百科事典》, 서울: 學園出版公社, 1993.